# Фридрих фон Франкенщайн
Фридрих фон Франкенщайн (на немски: Friedrich v.Frankenstein; * пр. 1268; † сл. 1292) е господар на Франкенщайн в Оденвалд.

## Произход
Той е най-малкият син на Конрад II Райц фон Бройберг († 1264) и съпругата му Елизабет фон Вайтерщат. Брат е на рицар Конрад I фон Франкенщайн (II) (* пр. 1266; † сл. 1292) и Лудвиг фон Франкенщайн (* пр. 1268; † 1290).
Баща му построява преди 1250 г. замък Франкенщайн в Оденвалд, основава господството Франкенщайн и се нарича на него фон Франкенщайн.

## Фамилия
Фридрих фон Франкенщайн се жени за Елизабет († сл. 1290). Те имат един син:
- Енгелхард I фон Франкенщайн, баща на рицар Енгелхард II фон Франкенщайн